# Alois Pokorny von Fürstenschild
Alois Pokorny von Fürstenschild, indicato anche come Pokorni (Třebíč, 25 maggio 1811 – Jihlava, 26 maggio 1876), è stato un generale austriaco.

## Biografia
Intrapresa la carriera militare, dopo aver frequentato l'accademia teresiana, ne uscì nel 1831 e venne destinato col grado di tenente all'8º reggimento di cacciatori. Dal 1839 al 1848 prestò servizio nello staff del quartiermastro generale dell'esercito austriaco e nel 1849 divenne aiutante del feldmaresciallo Julius Jacob von Haynau e nel giugno di quello stesso anno seguì il generale a Timișoara per reprimere i moti degli ungheresi insorti. Nel 1854 venne promosso generale di brigata. Nella campagna militare del 1859, fu comandante militare di Pavia e poi comandante del III corpo d'armata, raggiungendo il gradi di feldmaresciallo e prendendo parte alla battaglia di Magenta. Nella campagna del 1866, in Italia, ebbe modo di distinguersi e, malgrado le sconfitte dell'esercito imperiale austriaco, per il valore dimostrato sul campo di battaglia, l'imperatore Francesco Giuseppe lo volle dapprima come membro del suo consiglio di governo e dal 1867 gli concesse il titolo ereditario di barone. Rimase in servizio sino al 1869 quando venne sollevato da ogni incarico di peso. Pensionato nel 1871, ottenne il grado di feldzeugmeister.
Morì a Jihlava nel 1876.